# Nancy Sinatra
Nancy Sandra Sinatra (Jersey City, 8 juni 1940) is een Amerikaans zangeres en actrice. Ze is de oudste dochter van zanger Frank Sinatra en zijn toenmalige vrouw Nancy Barbato; ze heeft nog een broer Frank jr. en een zus Tina. Haar ouders scheidden in 1951.

## Biografie
Nancy trouwde in 1960 met het tieneridool Tommy Sands; in 1965 scheidde ze van hem. In 1970 trouwde zij met Hugh Lambert, samen kregen ze twee kinderen, Angela en Amanda. Angela is actrice en Amanda is fotografe. Haar man overleed in 1985.
In 1962 scoorde zij een eerste hitje in Europa met "Like I do". Haar muzikale carrière piekte in de tweede helft van de jaren zestig met een rij pophits. In het voorjaar van 1966 scoorde zij een monsterhit in zowel de USA als in Europa met "These Boots Are Made for Walkin'". Een tv-promoclip van deze song laat haar zien dansend op hoge laarzen, met om haar heen een aantal go-go-danseressen in typerende jaren-zestiglook. Deze hit was geschreven door Lee Hazlewood, die de meeste van haar hits schreef en produceerde. Tevens zong hij een aantal duetten met haar.
Na deze uitstekende start scoorde zij in 1966 en in de jaren daarna een reeks hits, waaronder "How does that grab you darling", "Sugar Town", "Love Eyes", twee versies van de titelsong van de James Bond film "You only live twice", "Things" (met Dean Martin), "Something stupid" met haar vader (eveneens wereldwijd een enorm succes in 1967), en "Lightnings girl". Samen met Lee Hazlewood: "Summer Wine", Jackson", "Lady Bird", "Some velvet Morning" en "Did you ever"
Ze speelde in een aantal films, waaronder The Wild Angels van Roger Corman met Peter Fonda en Bruce Dern, en Speedway (1968) met Elvis Presley.
In de jaren 70 deed ze het rustig aan wat haar muzikale carrière betreft en stopte ze helemaal met acteren om zich te kunnen toeleggen op het moederschap.
In mei 1995 poseerde ze voor Playboy, wat gepaard ging met de release van een nieuw album: One More Time. Ze verscheen hiervoor weer regelmatig in diverse televisieshows.
In 2003 werd een van haar liedjes, een cover van Chers Bang Bang (My Baby Shot Me Down), gebruikt in de film Kill Bill: Vol. One van Quentin Tarantino. In 2005 werd hetzelfde nummer gesampled door de Audio Bullys voor een danceremix: Shot You Down.
In 2004 werkte ze samen met Morrissey aan de hit Let Me Kiss You.
Nancy Sinatra kreeg haar eigen ster op de Hollywood Walk of Fame op 11 mei 2006. Eerder (2002) kreeg ze al een Golden Palm Ster aan de Palm Springs Walk of Stars in Palm Springs. Ze speelde een gastrolletje als zichzelf in The Sopranos en het digitale album "Cherry Smiles - The Rare Singles" kwam uit in 2009. In 2011 was Nancy Sinatra te horen in het lied "To Artent" van Black Devil Disco Club. In 2013, ze was toen 73 jaar, kwam haar tweede digitale album uit: "Shifting Gears".
Ze woont in Beverly Hills.

## Discografie

### Albums
| Album met eventuele hitnotering(en) in de Nederlandse Album Top 100 | Datum van verschijnen | Datum van binnenkomst | Hoogste positie | Aantal weken | Opmerkingen |
| ------------------------------------------------------------------- | --------------------- | --------------------- | --------------- | ------------ | ----------- |
| Nancy Sinatra's greatest hits                                       | 1979                  | 22-09-1979            | 47              | 1            |             |
| The very best of (1987)                                             | 1987                  | 13-10-1987            | 51              | 4            |             |
| One more time                                                       | 1995                  | -                     |                 |              |             |

### Singles
| Single met eventuele hitnotering(en) in de Nederlandse Top 40 | Datum van verschijnen | Datum van binnenkomst | Hoogste positie | Aantal weken | Opmerkingen                                                           |
| ------------------------------------------------------------- | --------------------- | --------------------- | --------------- | ------------ | --------------------------------------------------------------------- |
| Like I do                                                     | 1962                  | -                     |                 |              | Nr. 4 in Platennieuws                                                 |
| These Boots Are Made for Walkin'                              | 1966                  | 19-02-1966            | 1(5wk)          | 16           | Nr. 1 (5x) in de Parool Top 20                                        |
| How does that grab you darlin'                                | 1966                  | 07-05-1966            | 28              | 4            |                                                                       |
| Somethin' stupid                                              | 1967                  | 25-03-1967            | 2               | 12           | met Frank Sinatra / Nr. 1 (1x) in de Parool Top 20                    |
| Jackson                                                       | 1967                  | 15-07-1967            | 10              | 9            | met Lee Hazlewood / Nr. 9 in de Parool Top 20                         |
| Lightning's girl                                              | 1967                  | 23-09-1967            | tip2            | -            |                                                                       |
| Lady bird                                                     | 1967                  | 28-10-1967            | tip7            | -            | met Lee Hazlewood                                                     |
| Oh Lonesome Me                                                | 1968                  | 13-01-1968            | tip10           | -            | met Lee Hazlewood                                                     |
| Storybook children                                            | 1968                  | 16-03-1968            | 9               | 13           | met Lee Hazlewood                                                     |
| Shot you down                                                 | 2005                  | 25-06-2005            | 17              | 7            | met Audio Bullys / Nr. 13 in de Mega Top 50 / Dancesmash op Radio 538 |

| Single met hitnotering(en) in de Vlaamse Ultratop 50 | Datum van verschijnen | Datum van binnenkomst | Hoogste positie | Aantal weken | Opmerkingen       |
| ---------------------------------------------------- | --------------------- | --------------------- | --------------- | ------------ | ----------------- |
| These boots are made for walkin'                     | 1966                  | 05-03-1966            | 1(8wk)          | 16           |                   |
| How does that grab you darlin                        | 1966                  | 21-05-1966            | 7               | 7            |                   |
| Somethin' stupid                                     | 1967                  | 08-04-1967            | 2               | 16           | met Frank Sinatra |
| Jackson                                              | 1967                  | 15-07-1967            | 2               | 13           | met Lee Hazlewood |
| Lightning's girl                                     | 1967                  | 11-11-1967            | 20              | 1            |                   |
| Shot you down                                        | 2005                  | 28-05-2005            | tip4            | -            |                   |

### NPO Radio 2 Top 2000
| Nummers met noteringen in de NPO Radio 2 Top 2000 | '99  | '00  | '01  | '02  | '03  | '04  | '05  | '06  | '07  | '08  | '09  | '10  | '11  | '12  | '13  | '14  | '15 | '16  | '17 | '18  |
| ------------------------------------------------- | ---- | ---- | ---- | ---- | ---- | ---- | ---- | ---- | ---- | ---- | ---- | ---- | ---- | ---- | ---- | ---- | --- | ---- | --- | ---- |
| Somethin' Stupid (met Frank Sinatra)              | 1817 | -    | -    | 1866 | 1953 | 1728 | 1775 | 1610 | -    | 1936 | -    | -    | -    | 1934 | -    | -    | -   | -    | -   | -    |
| These Boots Are Made for Walkin'                  | 1624 | 1639 | 1903 | -    | 1870 | 1380 | 1366 | 1713 | 1530 | 1615 | 1996 | 1667 | 1646 | 1529 | 1823 | 1801 | -   | 1966 | -   | 1912 |

1. ↑  Een '-' betekent dat het nummer niet was genoteerd en een vetgedrukt getal geeft de hoogste notering van een nummer aan.
2. ↑  Deze tabel is bijgewerkt tot en met de laatste editie (2024).

## Trivia
- Nancy Sinatra werd op vijfjarige leeftijd door haar vader bezongen in het lied Nancy. Uit de tekst van het lied blijkt niet dat de bezongene een klein kind is.